# ترلیاسک
ترلیاسک (به فرانسوی: Trélissac) یک کمون در فرانسه است که در Canton of Périgueux-Nord-Est واقع شده‌است.

## خصوصیات
ترلیاسک ۲۲٫۸۸ کیلومترمربع مساحت و ۶٬۷۹۸ نفر جمعیت دارد و ۹۱ متر بالاتر از سطح دریا واقع شده‌است.